# ミッチェル・デューク
ミッチェル・デューク（Mitchell Duke）、1991年1月18日 - ）は、オーストラリア・ニューサウスウェールズ州出身のプロサッカー選手。Jリーグ・FC町田ゼルビア所属。ポジションはフォワード（FW）。オーストラリア代表。
2022 FIFAワールドカップ・オーストラリア代表メンバー。ファジアーノ岡山所属選手として初めてワールドカップ本大会の代表メンバーに選出された選手となった。

## クラブ経歴

### 初期
セントラルコースト・マリナーズFCの下部組織出身。2011年2月にセントラルコースト・マリナーズFCのトップチームに昇格する。
2011年にセミプロリーグのブラックタウン・シティに期限付き移籍した。
2013年8月にはイングランド・プレミアリーグのウェストハムの入団テストを受験するも契約には至らなかった。しかし、入団テスト後に「（ウェストハムの練習は）質が全く異なり、非現実的な経験だったが、この経験は国内リーグで活かせる自信がある」と語り、契約には至らなかったものの、自身の成長に繋がったと前向きにとらえている。

### Jリーグへ移籍
2015年2月にJリーグの清水エスパルスに完全移籍で加入する。
2015年3月8日、1stステージ第1節鹿島アントラーズ戦にてJ1デビュー。5月10日の1stステージ第11節ヴィッセル神戸戦では移籍後初得点を記録し、チームの開幕戦以来となるシーズン2勝目に貢献。しかしシーズン通して慣れないWGでの起用が多く、リーグ戦29試合に出場したものの得点はこの1得点に留まり、チームはJ2に降格した。
2016年シーズンは開幕戦から7試合連続出場。2016年3月26日、第5節モンテディオ山形戦でシーズン初先発を果たすと決勝点となるシーズン初得点を記録。しかし、4月末の練習中に左膝前十字靭帯損傷し全治6ヶ月の診断で長期離脱。チームはリーグ最終節でJ1昇格を決めたものの、自身は7節以降の出場はなくシーズンを終えた。（※2016年11月9日、天皇杯4回戦ガンバ大阪戦でベンチ入りしチームに復帰）。
2017年シーズンは3月4日の第2節のサンフレッチェ広島戦で後半ATに途中出場し久々のリーグ戦出場。2017年4月8日、第6節柏レイソル戦では後半ATに試合を決定づけるシーズン初得点を記録。6月以降は左右のWGとして信頼を勝ち取り、22試合に先発出場を記録。またベンチ入りした試合では必ずと言っていいほど途中出場を記録し、リーグ戦は自身最多の31試合に出場。監督が交代した2018年シーズンは当初は途中出場を中心にコンスタントに出場を続けていたものの、8月末以降はベンチ外やベンチ入りしても出場がないことが増加。リーグ戦では22試合に出場（先発8試合）も、シーズンを通して得点を記録できなかった。
2018年12月7日、清水エスパルスより契約満了が発表される。清水では本職のCFWではない両WGでの起用が多く、在籍4年間でカップ戦含めた通算5得点、またホームゲームでは得点を記録できなかった。在籍通算106試合出場を記録した。

### その後
2019年1月27日、Aリーグ・ウェスタン・シドニー・ワンダラーズFCへの完全移籍が発表された。
移籍直後の2019年2月1日、第16節ニューカッスル・ユナイテッド・ジェッツ戦で移籍後初出場初得点を記録。2019年3月8日の第21節に初先発を果たすと、そこから3試合連続得点を記録。第21節～最終節の第27節まで7試合連続先発出場を記録し、移籍初年度のシーズンを11試合出場4得点で終える。
2019/2020シーズンはウェスタン・シドニー・ワンダラーズFCのキャプテンに就任。全リーグ戦26試合に先発出場、キャリアハイのシーズン14得点を記録しチームを牽引した。
2020年8月22日、サウジ・プロフェッショナルリーグのアル・タアーウンFCに2年契約で完全移籍。2020年9月15日、AFCチャンピオンズリーグ、グループC第3節ペルセポリスFC戦で移籍後初出場。2020年9月24日、グループC第6節アル・ドゥハイルSC戦で移籍後初得点を記録。2020年10月17日、第1節アル・ファイサリー・ハルマ戦に先発出場しサウジ・プロフェッショナルリーグデビューを果たす。その後もコンスタントに出場を重ねるが、国内リーグでの得点を記録できなかった。
2021年2月1日、ウェスタン・シドニー・ワンダラーズFCへローン移籍での復帰が発表される。2021年2月21日の第9節ウェリントン・フェニックスFC戦で復帰後初出場。3月以降は先発を勝ち取ると、順調に得点も重ね、17試合出場（内先発15試合）、6得点でシーズンを終える。
2021年8月4日、J2リーグのファジアーノ岡山に加入。2021年8月9日、第24節レノファ山口FC戦で岡山デビュー。翌第25節、FC町田ゼルビア戦で移籍後初得点を記録。2021年11月3日、第38節モンテディオ山形戦にて、Jリーグ通算100試合出場を達成した。2022年シーズン、J1昇格プレーオフで敗れてJ1昇格を逃したが、年間合計37試合で8得点を挙げた。
2022年は引き続き岡山に所属。シーズン通してレギュラーメンバーとして起用され、36試合8得点を記録する。またシーズン終了後に開催されたFIFAワールドカップカタール大会のオーストラリア代表メンバーに選出。同大会ではワールドカップ初ゴールも記録した（後述）。
2022年12月31日、J2リーグのFC町田ゼルビアへ完全移籍することが発表された。2023年は、エリキと並ぶチームの中心選手として10ゴール6アシストを決め、チームのJ1昇格に貢献した。

## 代表経歴
2013年7月、東アジアカップ2013のオーストラリア代表のメンバーとして代表初招集された。同大会の日本代表戦で代表初ゴールを決める。
2019年11月14日、2022 FIFAワールドカップ・アジア2次予選のヨルダン代表戦で久々にA代表に招集され、70分から途中出場。
2021年6月7日、同チャイニーズタイペイ代表戦では先発出場して2得点を記録した。
2021年に開催された東京2020オリンピックにはU-23オーストラリア代表にオーバーエイジ枠で招集。グループリーグのU-23アルゼンチン代表戦、U-23スペイン代表戦に先発出場。
2021年9月に行われる2022 FIFAワールドカップ・アジア3次予選で代表に招集される。これは、ファジアーノ岡山にとっては初の所属選手のA代表選出となった。
2021年9月2日、2022 FIFAワールドカップ・アジア3次予選、第1節の中国代表戦にてチーム3点目となる得点を記録、第6節の中国代表戦にて再び得点を記録した。
2022年11月8日、FIFAワールドカップカタール大会の本大会登録メンバーに選出される。2022年11月26日、FIFAワールドカップカタール大会のグループステージ第1戦のフランス戦では先発起用された。第2戦のチュニジア戦の前半23分、決勝点となるヘディングゴールを決め、オーストラリアの3大会振りとなるワールドカップ本大会での勝利に貢献した。デュークはこの試合のマン・オブ・ザ・マッチに選出された。尚、この得点は大会におけるJリーグ所属選手による唯一の得点となった。

## 個人成績
| 国内大会個人成績 | 国内大会個人成績       | 国内大会個人成績 | 国内大会個人成績  | 国内大会個人成績 | 国内大会個人成績 | 国内大会個人成績 | 国内大会個人成績 | 国内大会個人成績 | 国内大会個人成績 | 国内大会個人成績 | 国内大会個人成績 |
| 年度             | クラブ                 | 背番号           | リーグ            | リーグ戦         | リーグ戦         | リーグ杯         | リーグ杯         | オープン杯       | オープン杯       | 期間通算         | 期間通算         |
| 年度             | クラブ                 | 背番号           | リーグ            | 出場             | 得点             | 出場             | 得点             | 出場             | 得点             | 出場             | 得点             |
| オーストラリア   | オーストラリア         | オーストラリア   | オーストラリア    | リーグ戦         | リーグ戦         | リーグ杯         | リーグ杯         | FFA杯            | FFA杯            | 期間通算         | 期間通算         |
| ---------------- | ---------------------- | ---------------- | ----------------- | ---------------- | ---------------- | ---------------- | ---------------- | ---------------- | ---------------- | ---------------- | ---------------- |
| 2010-11          | セントラルコースト     |                  | Aリーグ           | 1                | 1                | -                | -                | 0                | 0                | 1                | 1                |
| 2011             | ブラックタウン・シティ |                  | NSWプレミアリーグ | 21               | 4                | -                | -                | 2                | 1                | 23               | 5                |
| 2011-12          | セントラルコースト     |                  | Aリーグ           | 0                | 0                | -                | -                | 0                | 0                | 0                | 0                |
| 2012-13          | セントラルコースト     | 21               | Aリーグ           | 6                | -                | -                | 0                | 0                | 21               | 6                |                  |
| 2013-14          | セントラルコースト     | 29               | Aリーグ           | 3                | -                | -                | 0                | 0                | 29               | 3                |                  |
| 2014-15          | セントラルコースト     | 15               | Aリーグ           | 3                | -                | -                | 3                | 0                | 18               | 3                |                  |
| 日本             | 日本                   | 日本             | 日本              | リーグ戦         | リーグ戦         | リーグ杯         | リーグ杯         | 天皇杯           | 天皇杯           | 期間通算         | 期間通算         |
| 2015             | 清水                   | 19               | J1                | 29               | 1                | 3                | 0                | 0                | 0                | 32               | 1                |
| 2016             | 清水                   | 19               | J2                | 7                | 1                | -                | -                | 0                | 0                | 7                | 1                |
| 2017             | 清水                   | 19               | J1                | 31               | 1                | 6                | 0                | 3                | 1                | 40               | 2                |
| 2018             | 清水                   | 19               | J1                | 22               | 0                | 4                | 1                | 1                | 0                | 27               | 1                |
| オーストラリア   | オーストラリア         | オーストラリア   | オーストラリア    | リーグ戦         | リーグ戦         | リーグ杯         | リーグ杯         | FFA杯            | FFA杯            | 期間通算         | 期間通算         |
| 2018-19          | WSW                    |                  | Aリーグ           | 11               | 4                | -                | -                | 0                | 0                | 11               | 4                |
| 2019-20          | WSW                    | 26               | Aリーグ           | 14               | -                | -                | 0                | 0                | 26               | 14               |                  |
| サウジアラビア   | サウジアラビア         | サウジアラビア   | サウジアラビア    | リーグ戦         | リーグ戦         | リーグ杯         | リーグ杯         | オープン杯       | オープン杯       | 期間通算         | 期間通算         |
| 2019-20          | アル・タアーウン       |                  | SPL               | 12               | 0                | -                | -                | -                | -                | 12               | 0                |
| オーストラリア   | オーストラリア         | オーストラリア   | オーストラリア    | リーグ戦         | リーグ戦         | リーグ杯         | リーグ杯         | FFA杯            | FFA杯            | 期間通算         | 期間通算         |
| 2020-21          | WSW                    |                  | Aリーグ           | 17               | 6                | -                | -                | 0                | 0                | 17               | 6                |
| 日本             | 日本                   | 日本             | 日本              | リーグ戦         | リーグ戦         | リーグ杯         | リーグ杯         | 天皇杯           | 天皇杯           | 期間通算         | 期間通算         |
| 2021             | 岡山                   | 19               | J2                | 14               | 3                | -                | -                | -                | -                | 14               | 3                |
| 2022             | 岡山                   | 15               | J2                | 36               | 8                | -                | -                | 0                | 0                | 36               | 8                |
| 2023             | 町田                   | 15               | J2                | 34               | 10               | -                | -                | 2                | 1                | 33               | 9                |
| 2024             | 町田                   | 15               | J1                | 33               | 4                | 3                | 2                | 1                | 0                | 37               | 6                |
| 2025             | 町田                   | 15               | J1                |                  |                  |                  |                  |                  |                  |                  |                  |
| 通算             | オーストラリア         | オーストラリア   | Aリーグ           | 120              | 37               | -                | -                | 3                | 0                | 123              | 37               |
| 通算             | オーストラリア         | オーストラリア   | NSWプレミアリーグ | 21               | 4                | -                | -                | 2                | 1                | 23               | 5                |
| 通算             | 日本                   | 日本             | J1                | 115              | 6                | 16               | 3                | 5                | 1                | 136              | 10               |
| 通算             | 日本                   | 日本             | J2                | 57               | 12               | -                | -                | 0                | 0                | 57               | 12               |
| 通算             | サウジアラビア         | サウジアラビア   | SPL               | 12               | 0                | -                | -                | -                | -                | 12               | 0                |
| 総通算           | 総通算                 | 総通算           | 総通算            | 325              | 59               | 16               | 3                | 10               | 2                | 351              | 64               |

出場歴
- 公式戦・Jリーグ初出場 - 2015年3月8日 1stステージ 第1節 鹿島アントラーズ戦（IAIスタジアム日本平）
- 公式戦・Jリーグ初ゴール - 2015年5月10日 1stステージ 第11節 ヴィッセル神戸戦（ノエビアスタジアム神戸）

| 国際大会個人成績 | 国際大会個人成績   | 国際大会個人成績 | 国際大会個人成績 | 国際大会個人成績 |
| 年度             | クラブ             | 背番号           | 出場             | 得点             |
| AFC              | AFC                | AFC              | ACL              | ACL              |
| ---------------- | ------------------ | ---------------- | ---------------- | ---------------- |
| 2012             | セントラルコースト |                  | 1                | 0                |
| 2013             | セントラルコースト | 7                | 2                |                  |
| 2014             | セントラルコースト | 6                | 0                |                  |
| 2015             | セントラルコースト | 0                | 0                |                  |
| 2020             | タアーウン         |                  | 5                | 1                |
| 通算             | AFC                | AFC              | 19               | 3                |

## 代表歴

### 出場大会
- オーストラリア代表
  - 東アジアカップ2013
  - 2022 FIFAワールドカップ
- オーストラリア五輪代表
  - 東京2020オリンピック

### 試合数
- 国際Aマッチ 33試合 12得点（2013年 - ）[12]

| オーストラリア代表 | 国際Aマッチ | 国際Aマッチ |
| 年                 | 出場        | 得点        |
| ------------------ | ----------- | ----------- |
| 2013               | 4           | 2           |
| 2019               | 2           | 0           |
| 2021               | 9           | 5           |
| 2022               | 10          | 2           |
| 2023               | 7           | 2           |
| 2024               | 13          | 1           |
| 通算               | 45          | 12          |

## タイトル
FC町田ゼルビア
- J2リーグ: 2023